# Ankylopteryx rhodocephala
Ankylopteryx rhodocephala är en insektsart som beskrevs av Navás 1914. Ankylopteryx rhodocephala ingår i släktet Ankylopteryx och familjen guldögonsländor. Inga underarter finns listade i Catalogue of Life.